# Луцкаста си ти
Луцкаста си ти је песма српског фолк певача Мирослава Илића. Појавила се на његовом албуму Срели смо се, било је то давно, издатом 1979. године за ПГП РТБ. Такође, Илић је исте године с овом песмом учествовао на фестивалу Хит парада.
Нумера је касније уврштена и на неколико компилација с највећим хитовима Мирослава Илића: Мирослав Илић (1990, ПГП РТБ), Мирослав Илић (2002, ПГП РТС), Највећи хитови (2008, ПГП РТС/Zmex)... 

## О песми
Текст песме је написала Радмила Тодоровић. Музику је компоновао Драган Александрић, чији ансамбл и прати Илића у овој нумери. Био је ово зачетак Илићеве сарадње са ауторским тандемом Александрић—Тодоровић.
Александрић је претходно песму понудио Маринку Роквићу, али ју је он одбио због тога што га је асоцирала на лудост.